# اوفنباخ ان در کوایش
اوفنباخ ان در کوایش (به آلمانی: Offenbach an der Queich) یک منطقهٔ مسکونی در آلمان است که در Offenbach an der Queich واقع شده‌است. اوفنباخ ان در کوایش ۶٬۱۶۶ نفر جمعیت دارد.